# Гетьман (Хмельницький)
«Ге́тьман» — український футбольний клуб з Хмельницького Хмельницької області, заснований у 2015 році. Клуб брав участь у кубку України серед аматорів, проте вибув з нього на першому ж етапі, не зумівши зібрати 11 гравців на матч.

## Історія
Після втрати професіонального статусу хмельницьким «Динамо» в 2013 році здійснювалися спроби відновити професіональний футбол у місті. Улітку 2015 року футбольний тренер Олексій Касіч вирішив створити новий професіональний клуб у Хмельницькому, обрав для нього назву «Гетьман» та заявив його до кубку України серед аматорів. Перед клубом не ставилося турнірних задач у цьому змаганні, натомість Касіч поставив за мету здобуття досвіду. Клуб мав бюджет у 70 тисяч гривень, а його начальником став Ігор Яворський.
Першу в своїй історії гру «Гетьман» провів 12 серпня 2015 року в 1/16 фіналу аматорського кубку на виїзді проти чемпіона України серед аматорів винниківського «Руха». Матч пройшов за повної переваги команди з Винників і закінчився поразкою 0:4.
Матч-відповідь був запланований 19 серпня у Хмельницькому, але при його підготовці команда «Гетьман» зіткнулася з суттєвими адміністративними проблемами. Команда не мала підтримки від міської влади, проте заручилася підтримкою голови Хмельницької обласної ради Івана Гончара та Хмельницької обласної федерації футзалу, а також залучила для проведення реклами матчу футзальний клуб «Спортлідер+». Очікувалося, що матч пройде на стадіоні «Поділля», квиток коштуватиме 30 гривень, а виручені кошти підуть на допомогу переселенцям. За годину до початку матчу виявилося, що оренда поля не сплачена, проте керівництво «Гетьмана» змогло домовитися з директором стадіону за умови, що вхід на стадіон буде безкоштовним. Втім, матч так і не відбувся: на стадіон прибули лише 6 гравців «Гетьмана» з необхідних 11, і клуб не мав на них заявкових документів; крім того, клуб не мав коштів на оплату роботи бригади арбітрів. У підсумку «Гетьману» було зараховано технічну поразку 0:3, а замість кубкового матчу «Гетьман», який залучив кількох уболівальників, щоб довести свій склад до 11 гравців, провів 50-хвилинний товариський матч проти «Руха» і програв з рахунком 1:4. Єдиний гол за «Гетьман» забив колишній футболіст хмельницького «Динамо» Олексій Колесников, який був присутній на матчі як уболівальник.

## Усі сезони в незалежній Україні
- Кубок України серед аматорів 2015: 1/16 фіналу.

## Склад
За «Гетьман» грали гравці з Житомирської (зокрема, з новоград-волинського «Авангарда») та Хмельницької областей. Жоден з гравців не мав досвіду виступів у професіональних лігах, лише Владислав Тімофєєв провів кілька матчів за юнацьку команду U-19 луцької «Волині».
Повний список гравців, які виступали за клуб у кубку України серед аматорів:
| №              | Футболіст                         | Дата народження   | Країна   |
| Воротарі       | Воротарі                          | Воротарі          | Воротарі |
| -------------- | --------------------------------- | ----------------- | -------- |
| 1              | Любарець Вадим Анатолійович       | 15 грудня 1990    | Україна  |
| 23             | Міняков Андрій Анатолійович       | 23 листопада 1993 | Україна  |
| Польові гравці |                                   |                   |          |
| 2              | Бусленко Андрій Миколайович       | 22 січня 1995     | Україна  |
| 3              | Семенчук Віталій Вікторович       | 16 січня 1990     | Україна  |
| 4              | Глущак Ярослав Валентинович       | 24 квітня 1992    | Україна  |
| 5              | Диняк Тимофій Павлович            | 30 травня 1987    | Україна  |
| 7              | Луговий Андрій Олександрович      | 12 грудня 1994    | Україна  |
| 8              | Сосновський Дмитро Алікович       | 8 листопада 1992  | Україна  |
| 9              | Баліцький Андрій Антонович        | 5 квітня 1996     | Україна  |
| 10             | Тімофєєв Владислав Сергійович (к) | 27 травня 1995    | Україна  |
| 14             | Фордзюн Олександр Анатолійович    | 16 липня 1988     | Україна  |
| 15             | Хміль Владислав Сергійович        | 18 жовтня 1998    | Україна  |